# 赤門 (香港)

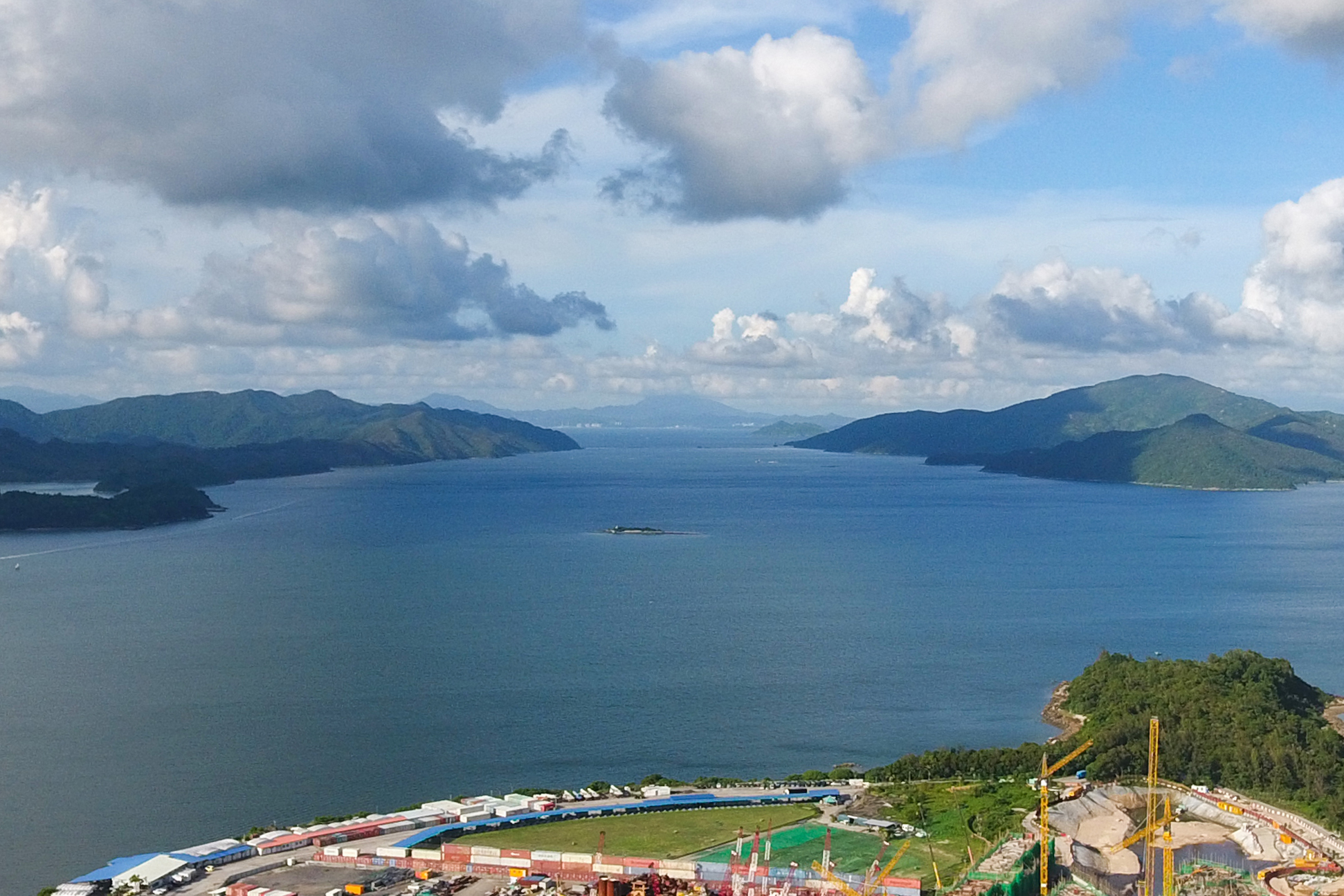
香港白石方向赤門

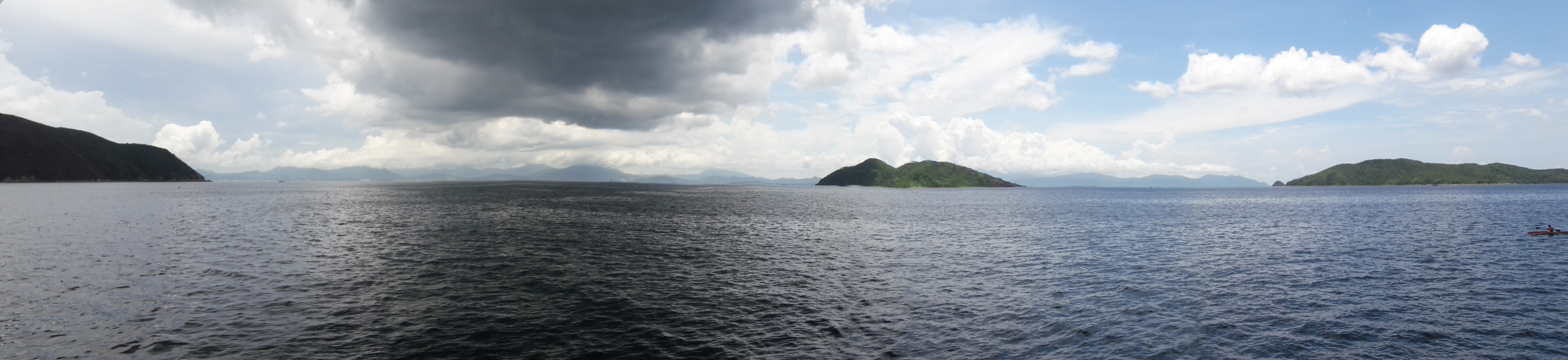
深圳鹽田方向赤門

赤門（英語：Tolo Channel，又名赤門海峽或吐露海峽）是香港海峽之一，位於沙頭角半島船灣淡水湖東南岸及西貢西北岸之間。海峽東北端連接大赤門，西南端則連接吐露港。該海峽跟大赤門是南中國海與吐露港以間唯一的連接水道。入口海域设有領港員登船區。
赤門在香港地理上有獨特之處，因其北岸沙頭角半島的岩石屬沉積岩，但其南岸西貢半島的岩石卻屬火成岩。
此海峽下，分別有連接船灣淡水湖及馬鞍山濾水廠的原水管道，以及連接廣東大鵬液化天然氣接收站至大埔煤氣廠的天然氣管道，橫跨及穿過赤門。